# لوران بل
لوران بل (بالفرنسية: Laurent Bel)‏ هو مبارز بالسيف فرنسي، ولد في 25 يناير 1966 في نويي-سور-سين في فرنسا.

## وصلات خارجية
- لوران بل على موقع أوليمبيديا (الإنجليزية)